# Anniceris
Anníceres o Anniceris (griego antiguo Ἀννίκερις) fue un filósofo de la Escuela cirenaica, discípulo del cirenaico Parebates según Diógenes Laercio.
Los datos sobre este personaje son muy confusos y podría tratarse de dos personajes diferentes, uno contemporáneo y amigo de Platón, al que rescató de la esclavitud que le impuso el tirano Dionisio I de Siracusa pagando su rescate, según noticias de Diógenes Laercio; el otro era contemporáneo de Alejandro Magno, y era acaso el filósofo cirenaico, que estuvo activo en Alejandría en el siglo IV a. C. y situaba el soberano bien en el placer, pero recomendaba la búsqueda de los placeres intelectuales y morales.
Creó su propia escuela y afirmaba que había placeres materiales y espirituales, pero los del cuerpo se gozan solo durante el breve momento en que se producen, mientras que los del alma se prolongan toda la vida y constituyen una solución o cura a los dolores del cuerpo. Está, pues, próximo a los planteamientos de Aristipo y no era tan radical como Hegesias; identificaba el placer con el bien máximo y el dolor con el peor de los males, pero consideraba que son principios sociales, y no naturales, como afirmaba Aristipo. Uno de sus discípulos fue Teodoro el Ateo.